# 朱謙 (撫寧伯)
朱謙（？—1452年），夏邑人，明朝將領。
永樂初，襲父職為中都留守左衛指揮僉事。洪熙年間（1425年），擔任陽武侯薛祿隸軍，征北有功，進指揮使。宣德元年（1426年），晉升爲都指揮僉事。正統六年，與參將王真巡哨至伯顏山，遇到瓦剌，并獲勝。之後在閔安山，遇兀良哈部，再次擊敗。升爲都指揮使。正統八年，升任右參將，守備萬全左衛。次年，與楊洪在克列蘇破兀良哈兵，進都督僉事，后再次升都督同知。土木堡之變時，也先挾持明英宗到宣府城下，令宣府開門。朱謙與參將紀廣、都御史羅亨信不應，也先遂去。之後升爲右都督。之後其與楊洪參加京師保衛戰，戰失利，兩人被彈劾，景帝均未批准。之後升任左都督，擔任總兵官，鎮守宣府。
景泰元年（1451年），在關子口抵禦也先的四次連續進犯，不得不退兵，都督江福援救亦失利。朱謙不得不力戰抵禦。之後接連作戰，抵禦成功，論功封撫寧伯。當時，瓦剌意圖攻佔宣府、大同，認為兩城可旦夕取下。然而朱謙守宣府、郭登守大同，均屢次挫敗瓦剌進攻。也先認為兩城無法攻下，只好一意歸還被俘的明英宗。同年八月，英宗歸還，經過宣府，朱謙率子朱永出見，厚犒使者。次年二月，死於宣府，贈侯。子朱永襲。成化年間，謚武襄。